# Андрей Желязков
Андрей Желязков (болг. Андрей Желязков; нар. 9 липня 1952, Раднево) — болгарський футболіст, що грав на позиції півзахисника. Футболіст року в Болгарії (1980).
Виступав, зокрема, за «Славію» (Софія) та «Феєнорд», а також національну збірну Болгарії.

## Клубна кар'єра
У дорослому футболі дебютував 1969 року виступами за нижчолігову команду «Міньор» (Раднево) з рідного міста, в якій провів три сезони.

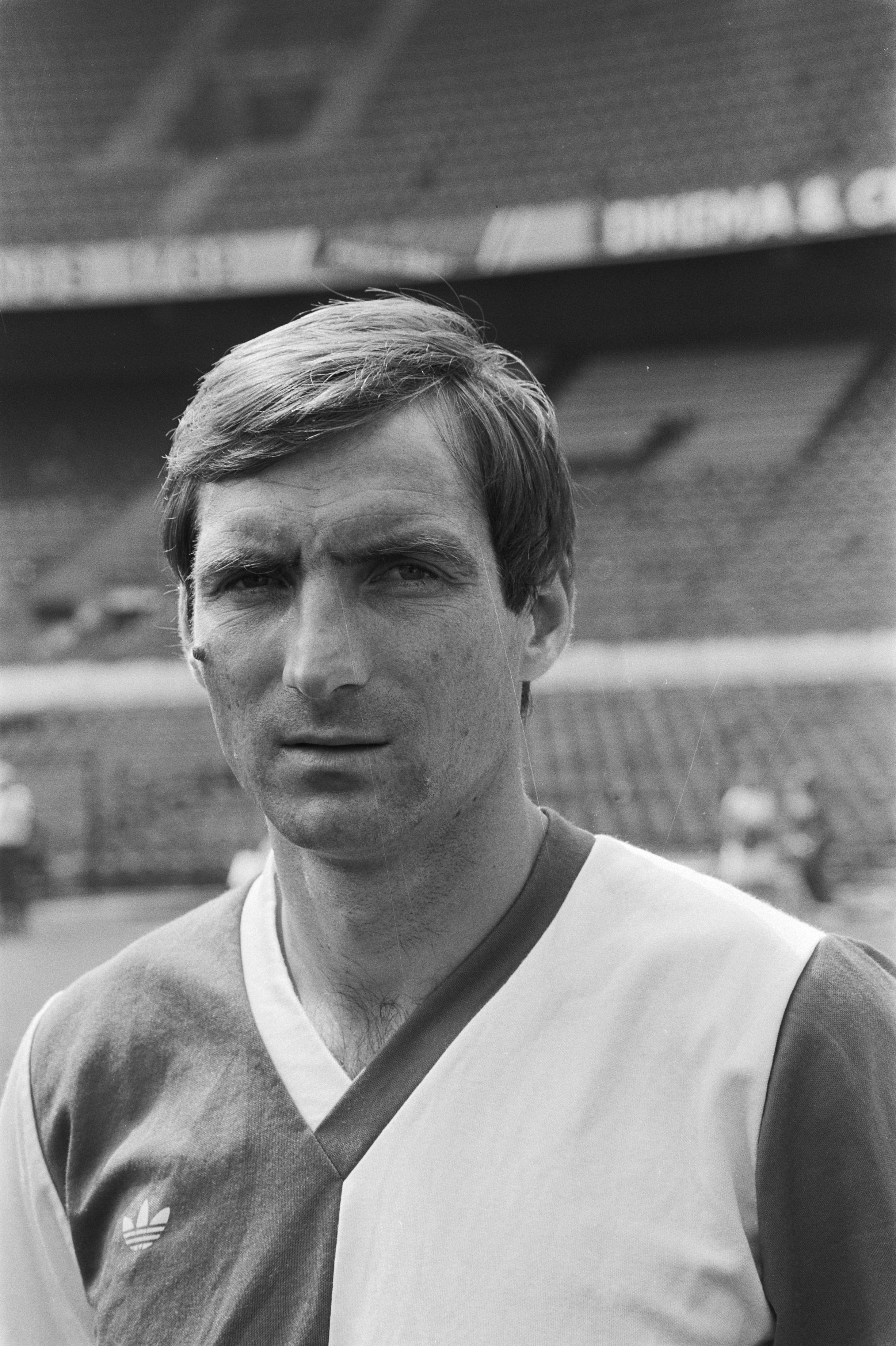
Андрей Желязков під час виступів за «Феєнорд». 1982 рік.

1971 року Андрей потрапив у вищолігову «Славію» (Софія), де відразу став основним гравцем і провів десять сезонів, взявши участь у 293 матчах чемпіонату, в яких забив 124 голи. У 1975 році він виграв свій перший трофей — Кубок Болгарії, ставши також і найкращим бомбардиром змагання з 7 голами, три з яких він забив у фінальній грі проти софійського «Локомотива» (3:2). Втім найбільш успішними для Желязкова стали два останні сезони — «Славія» спочатку знову виграла Болгарії 1979/80 завдяки дублю Желязкова у фіналі проти «Берое» (3:1), а наступного року вийшла у чвертьфінал Кубка володарів кубків УЄФА, а сам Желязков отримав нагороду найкращого футболіста в Болгарії 1980 року.
Своєю результативною грою Желязков привернув увагу представників тренерського штабу нідерландського «Феєнорда», до складу якого приєднався 1981 року. Відіграв за команду з Роттердама наступні три сезони своєї ігрової кар'єри. Його партнерами на той час були, серед інших віце-чемпіон світу Вім ван Ганегем, молодий Рууд Гулліт, а у сезоні 1983/84 і легендарний ветеран Йоган Кройф. Саме поява триразового володаря «Золотого м'яча» допомогла клубу після десятирічної перерви повернути собі титул чемпіона Нідерландів, а також виграти Кубок країни.
Після «золотого дублю» Желязков повернувся до «Славії», за яку провів один сезон, після чого знову відправився за кордон, погравши у французькому «Страсбурі» та бельгійському «Беєрсхоті».
Завершив ігрову кар'єру у «Славії» (Софія), провівши у команді ще два сезони, встановивши кілька рекордів цього болгарського клубу: за кількістю проведених матчів (338) і за кількістю забитих голів (136).
По завершенні ігрової кар'єри працював тренером «Левскі», а також був скаутом у клубах «Феєнорд» та «Лудогорець».

## Виступи за збірну
29 грудня 1974 року дебютував в офіційних матчах у складі національної збірної Болгарії в товариській грі проти Італії (0:0)
У складі збірної був учасником чемпіонату світу 1986 року у Мексиці, під час якого футболісти Івана Вуцова вперше в історії пробилися через груповий етап і вийшли у другий тур турніру, де програли 0:2 Мексиці. Желязков, який був найстарішим гравцем команди (34 роки), зіграв у трьох матчах, але лише один (проти Аргентини) з першої до останньої хвилини. В інших двох (з Італією та Південною Кореєю) він з'явився на полі відповідно на 74 та 87 хвилині.
Загалом протягом кар'єри у національній команді, яка тривала 13 років, провів у її формі 54 матчі, забивши 14 голів.

## Титули і досягнення
- Чемпіон Нідерландів (1):

«Феєнорд»: 1983–84
- Володар Кубка Болгарії (2):

«Славія» (Софія): 1974–75, 1979–80
- Володар Кубка Нідерландів (1):

«Феєнорд»: 1983–84